# Edita Abdieski
Edita Abdieski (* 14. November 1984 in Bern), auch bekannt als Edita Shain, ist eine Schweizer Sängerin. Im November 2010 gewann sie die deutsche Version der Musik-Castingshow X Factor.

## Biografie
Edita Abdieski wuchs im Berner Stadtteil Bümpliz auf. Ihre Eltern stammen aus Nordmazedonien und aus Montenegro. Der Vater starb 1992. Sie lebt und arbeitet in Köln.
Abdieski gründete im Alter von elf Jahren mit Nachbarskindern ihre erste Band the neighbour friends und schreibt seit ihrem 13. Lebensjahr Songs. Sie gewann in der Schweiz zwei Gesangswettbewerbe und damit verbunden eine Ausbildung an der Swiss Musical Academy in Bern.
2006 war Edita Abdieski gemeinsam mit Vanessa Tancredi unter dem Bandnamen Vanessa Edita bei dem Zürcher Label Muve Recordings unter Vertrag. Dort erschien die Single Wenn Ig Nume Wüsst mit der B-Seite Ig Bi So Guet. Im gleichen Jahr spielte Abdieski die Hauptrolle der Kimberly im Musical Dance Me! The Streetdance Musical, und unter dem Label Different Swing Entertainment erschien ein gleichnamiges Album. Ebenfalls im gleichen Jahr sang sie unter dem Namen Edita Shain bei Grand Mother’s Funck.
Abdieski ist Sängerin der GrooveClubBand, einer deutschen Funk- und Soul-Coverband.
Im Juni 2011 ging sie in vier deutschen und zwei Schweizer Städten auf Clubtour. Dort präsentierte sie Songs aus ihrem Album One sowie die selbstgeschriebenen Lieder Done with You und Really Love Me. Obwohl Sony ein weiteres Album mit Abdieski aufnehmen wollte, wechselte sie 2012 zu einem kleineren Label.
Sie hatte Auftritte Unter anderem bei der „Session Possible“ von Wolf Codera.
2017 veröffentlichte Edita Abdieski das Album On&On - ihr Comeback-Album nach einer Hirnblutung.
In der 2024er Neuauflage der SAT.1 Show "Hast du Töne?" steht sie mit der Coverband "Tönlein Brillant" auf der Studiobühne und singt Titel, die ein Rateteam, bestehend aus sechs Prominenten, erkennen muss.

### X Factor
Von August bis November 2010 war Edita Abdieski in der ersten Staffel der deutschen Castingshow X Factor beim Privatsender VOX zu sehen. Mit Juror Till Brönner als Mentor trat sie in der Kategorie der Solosänger ab 25 Jahren an. Sie gewann das Finale am 9. November 2010 und erhielt einen Plattenvertrag bei Sony BMG. Ihre erste Single I’ve Come to Life, die von Florian Jakob, Chris Buseck und Raphaël Schillebeeckx geschrieben und produziert wurde, erschien am 12. November 2010. Auf der Single befindet sich ein Cover des Gossip-Liedes Heavy Cross.
| Auftritte bei X Factor                                   | Songtitel                          | Originalinterpret                 | Prozente (Platzierung) |
| -------------------------------------------------------- | ---------------------------------- | --------------------------------- | ---------------------- |
| Casting                                                  | Tell Me ’Bout It                   | Joss Stone                        | ins Bootcamp           |
| Bootcamp                                                 | Mama Do                            | Pixie Lott                        | ins Juryhaus           |
| Juryhaus                                                 | With a Little Help from My Friends | The Beatles / später: Joe Cocker  | in die Live Shows      |
| Liveshow 1: Playlist 2010 (21. September 2010)           | Empire State of Mind               | Alicia Keys                       | 13,92 % (4/9)          |
| Liveshow 2: Blockbuster Night (28. September 2010)       | Street Life                        | Randy Crawford                    | 12,91 % (5/8)          |
| Liveshow 3: Kings and Queens of Pop (5. Oktober 2010)    | Respect                            | Aretha Franklin                   | 15,33 % (3/7)          |
| Liveshow 4: Mystery Night (12. Oktober 2010)             | Heavy Cross                        | Gossip                            | 18,15 % (3/6)          |
| Liveshow 5: Laut und leise (19. Oktober 2010)            | Just Like a Pill                   | Pink                              | 19,43 % (3/5)          |
| Liveshow 5: Laut und leise (19. Oktober 2010)            | Russian Roulette                   | Rihanna                           | 19,43 % (3/5)          |
| Liveshow 6: A Night at the Club (26. Oktober 2010)       | Release Me                         | Agnes                             | 27,42 % (1/4)          |
| Liveshow 6: A Night at the Club (26. Oktober 2010)       | Why Don’t You Love Me              | Beyoncé Knowles                   | 27,42 % (1/4)          |
| Liveshow 7: Michael Jackson & Friends (2. November 2010) | Blame It on the Boogie             | The Jackson Five                  | 41,53 % (1/3)          |
| Liveshow 7: Michael Jackson & Friends (2. November 2010) | You Are So Beautiful               | Diana Ross                        | 41,53 % (1/3)          |
| Liveshow 8: Finale (9. November 2010)                    | Run                                | Snow Patrol / später: Leona Lewis | 74,10 % (1/2)          |
| Liveshow 8: Finale (9. November 2010)                    | Wo willst du hin?                  | Xavier Naidoo                     | 74,10 % (1/2)          |
| Liveshow 8: Finale (9. November 2010)                    | I’ve Come to Life                  | Edita Abdieski                    | 74,10 % (1/2)          |

## Diskografie
Singles

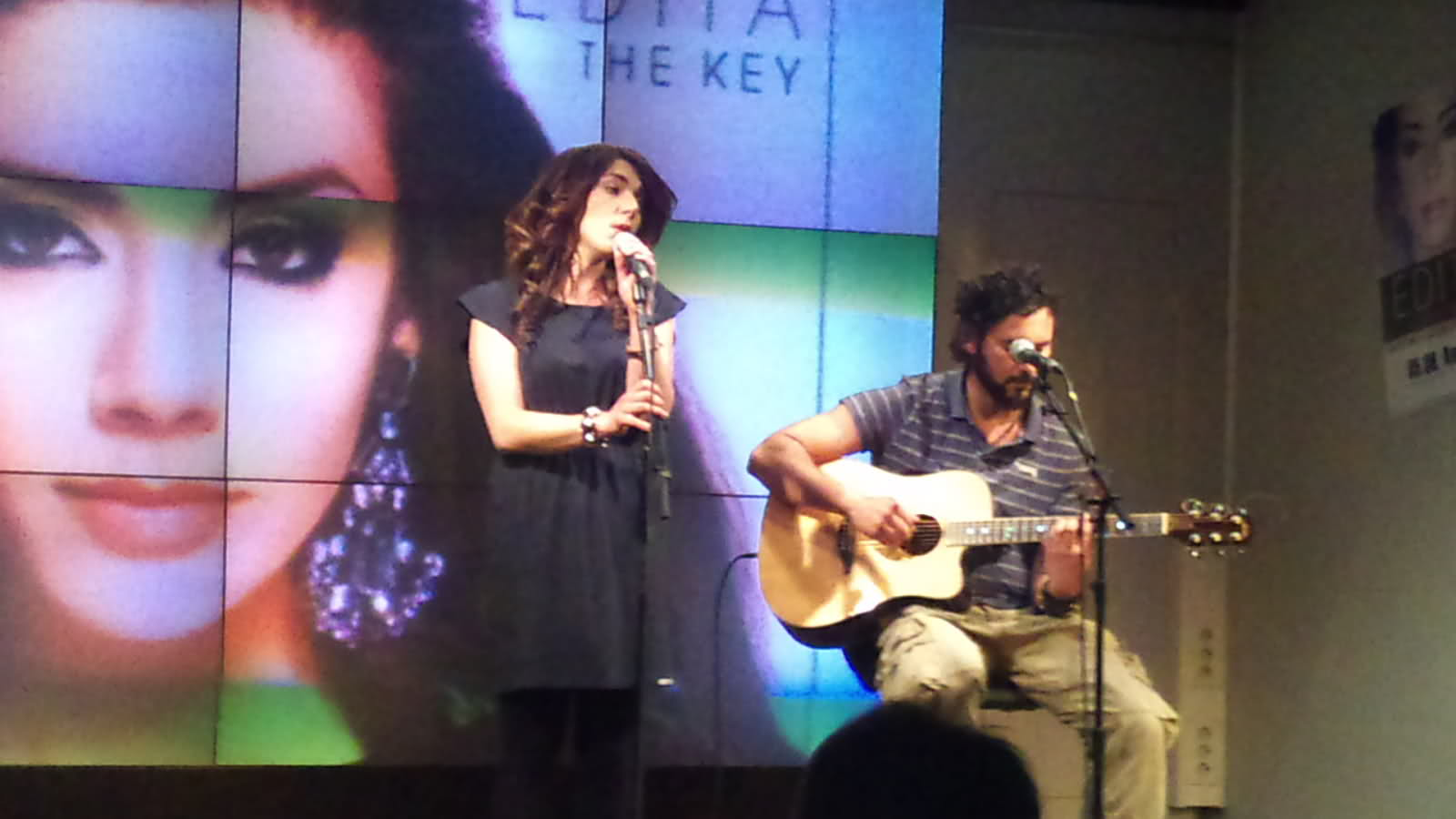
Edita Abdieski bei einer Autogrammstunde

- 2006: Wenn ig nume wüsst (mit ihrer Band Vanessa Edita)[8]
- 2010: I’ve Come to Life
- 2011: The Key
- 2013: Done with You
- 2017: Fall Into Black

Alben
- 2006: Z’Debü (mit ihrer Band Vanessa Edita)[8]
- 2011: One
- 2017: On & On

als Gastsängerin
- 2005: Don’t Leave Me -  Santiago Cortés feat. Edita Abdieski[9]
- 2006: Let the Music Play - Santiago Cortés feat. Edita Abdieski (auf Cortés’ Album First Class)
- 2010: Better - (Duett mit Patric Scott; als Edita Shain)
- 2010: Summer Love - Santiago Cortés feat. Edita Abdieski
- 2010: Time Is Tickin’ - Santiago Cortés feat. Edita Abdieski
- 2011: The Best Thing About Me Is You - (Duett mit Ricky Martin)
- 2011: Summer Love - Flat Eric feat. Santiago Cortés & Edita Abdieski (auf dem Album Flat Eric Pres. Flat Beats)

Musicalalben
- 2006: Dance Me! The Streetdance Musical

## Auszeichnungen
- 2011 DIVA – Deutscher Entertainment Preis (Talent of the Year 2010)
- 2012 Fan Award "Best Female Voice"

### Nominierungen
- 2011 Prix Walo – Newcomer